# Brandon Ashley
Brandon Damon Allen Ashley (San Francisco, California, 15 de julio de 1994) es un jugador de baloncesto estadounidense que pertenece a la plantilla del Altiri Chiba de la B.League japonesa. Con 2,06 metros de estatura, juega en la posición de alero.

## Trayectoria deportiva

### Universidad
Tras disputar en su época de instituto el prestigioso McDonald's All-American Game, jugó tres temporadas con los Wildcats de la Universidad de Arizona, en las que promedió 10,3 puntos y 5,4 rebotes por partido. En su última temporada fue elegido mejor jugador del Torneo de la Pacific-12 Conference.
El 8 de abril de 2015 anunció su intención de entrar en el Draft de la NBA, renunciando así a su último año de universidad.

#### Estadísticas
| Año     | Equipo  | PJ | PT | MPP  | %TC  | %3P   | %TL  | RPP | APP | ROB | TPP | PPP  |
| ------- | ------- | -- | -- | ---- | ---- | ----- | ---- | --- | --- | --- | --- | ---- |
| 2012–13 | Arizona | 35 | 21 | 20.5 | .525 | 1.000 | .735 | 5.3 | .7  | .5  | .5  | 7.5  |
| 2013–14 | Arizona | 22 | 22 | 27.7 | .522 | .379  | .757 | 5.8 | 1.0 | .6  | .7  | 11.5 |
| 2014–15 | Arizona | 38 | 38 | 27.8 | .514 | .333  | .703 | 5.2 | .7  | .6  | .7  | 12.2 |
| Total   |         | 95 | 81 | 25.1 | .519 | .382  | .724 | 5.4 | .7  | .6  | .6  | 10.3 |

### Profesional
Tras no ser elegido en el Draft de la NBA de 2015, fue invitado por los Atlanta Hawks para disputar las Ligas de Verano de la NBA. Jugó siete partidos, en los que promedió 10,9 puntos y 5,3 rebotes, que hicieron que los Dallas Mavericks se fijaran en él para su plantilla, aunque fue despedido tras disputar siete partidos de pretemporada.
El 31 de octubre firmó con los Texas Legends de la NBA D-League como jugador afiliado de los Mavs. Jugó una temporada en la que promedió 14,8 puntos, 6,8 rebotes y 2,1 asistencias por partido. Disputó además en All-Star Game de la NBA D-League.
El 29 de febrero de 2016 dejó los Legends para fichar por el ALBA Berlín de la Basketball Bundesliga alemana. Allí acabó la temporada promediando 8,5 puntos y 5,7 rebotes por partido. En el mes de septiembre, tras haber renovado por el equipo, se anuncia que abandona el equipo por problemas contractuales.
Al año siguiente se reincorporó a los Texas Legends.
El 3 de agosto de 2021, firma por el Fortitudo Bologna de la Lega Basket Serie A italiana.
El 12 de enero de 2022, firma por el South East Melbourne Phoenix de la National Basketball League (Australia).